# Poiana Fântânii
Poiana Fântânii – wieś w Rumunii, w okręgu Dolj, w gminie Argetoaia. W 2011 roku liczyła 217 mieszkańców.